# Wired Productions
Wired Productions é uma publicadora de jogos eletrônicos com sede em Watford, Reino Unido. A empresa publica jogos em todas as principais plataformas de jogos ( Microsoft Windows, PlayStation 4, Xbox One, e Nintendo Switch) trabalhando em projetos internacionais, fundada por Leo Zullo, Jason Harman e Kevin Leathers.        
Antes de passar a publicar no final de 2013, a Wired Productions começou como uma produtora de jogos eletrônicos, produzindo We Sing Robbie Williams e We Sing. O primeiro lançamento da Wired Productions foi Let's Fish!Hooked On, um jogo de pesca esportiva desenvolvido para o PlayStation Vita.  Em 2016, a Wired Productions lançou Super Dungeon Bros para Microsoft Windows, MacOS, PlayStation 4 e Xbox One. Em 2017, a Wired Productions lançou Fractured Minds, que ganhou um prêmio BAFTA. Em 2020, a Wired Productions lançou The Falconeer . O jogo foi indicado para Melhor Jogo de Estreia pelo BAFTA Games Awards.
Em 2019, Leo Zullo e Neil Broadhead cofundaram a instituição de caridade de saúde mental de videogames Safe In Our World.
Em 2020, a empresa anunciou parceria com a Koch Media para expandir seu alcance global.
Em 2022, a Wired Productions anunciou que Martha Is Dead estava sendo censurada no PlayStation. 

## Jogos publicados
| Ano  | Título                            | Desenvolvedor(es)                   | Plataforma(s)                                                                                    |
| ---- | --------------------------------- | ----------------------------------- | ------------------------------------------------------------------------------------------------ |
| 2013 | Let’s Fish! Hooked On             | SIMS Co., Ltd.                      | PlayStation Vita                                                                                 |
| 2014 | Tiny Troopers Joint Ops           | Plunge Interactive                  | PlayStation 3, PlayStation Vita                                                                  |
| 2014 | The Last Inua                     | Glowforth                           | Windows                                                                                          |
| 2015 | Tiny Troopers Joint Ops           | Plunge Interactive                  | PlayStation 4, Xbox One                                                                          |
| 2016 | Super Dungeon Bros                | React Games                         | Windows, PlayStation 4, Xbox One                                                                 |
| 2017 | The Town Of Light                 | LKA                                 | Windows, PlayStation 4, Xbox One                                                                 |
| 2017 | Tiny Troopers Joint Ops : XL      | Plunge Interactive                  | Nintendo Switch                                                                                  |
| 2017 | Vostok Inc.                       | NoseBleed Interactive               | Nintendo Switch                                                                                  |
| 2017 | Surf World Series                 | Climax Studios                      | PlayStation 4                                                                                    |
| 2017 | Max: The Curse of Brotherhood     | Flashbulb Games                     | PlayStation 4                                                                                    |
| 2017 | Fractured Minds                   | Emily M Games                       | Windows, PlayStation 4, Xbox One, Nintendo Switch                                                |
| 2018 | Max: The Curse of Brotherhood     | Flashbulb Games                     | Nintendo Switch                                                                                  |
| 2018 | Shaq Fu: A Legend Reborn          | Saber Interactive                   | Windows, PlayStation 4, Xbox One, Nintendo Switch                                                |
| 2018 | Victor Vran : Overkill Edition    | Haemimont Games                     | Nintendo Switch                                                                                  |
| 2018 | Grip: Combat Racing               | Caged Element                       | Windows, PlayStation 4, Xbox One, Nintendo Switch                                                |
| 2018 | Just Deal with it!                | Super Punk Games                    | PlayStation 4                                                                                    |
| 2018 | WordHunters                       | Thumbfood Ltd                       | PlayStation 4                                                                                    |
| 2019 | Close To The Sun                  | Storm in a Teacup                   | Windows, PlayStation 4, Xbox One, Nintendo Switch                                                |
| 2019 | Deliver Us The Moon               | KeokeN Interactive                  | Windows                                                                                          |
| 2019 | Pool Nation                       | Cherry Pop Games                    | PlayStation 4                                                                                    |
| 2019 | AVICII Invector                   | Hello There Games Wired Productions | Windows, PlayStation 4, Xbox One, Google Stadia                                                  |
| 2020 | Deliver Us The Moon               | KeokeN Interactive                  | PlayStation 4, Xbox One                                                                          |
| 2020 | Those Who Remain                  | Camel 101                           | Windows, PlayStation 4, Xbox One                                                                 |
| 2020 | Avicii Invector : Encore Edition  | Hello There Games                   | Windows, PlayStation 4, Xbox One, Nintendo Switch                                                |
| 2020 | The Falconeer                     | Tomas Sala                          | Xbox One, Windows, Xbox Series X/S, PlayStation 4, PlayStation 5, Nintendo Switch, Google Stadia |
| 2020 | Lumote: The Mastermote Chronicles | Luminawesome Games Ltd              | Windows, PlayStation 4, Xbox One, Nintendo Switch                                                |
| 2022 | Arcade Paradise                   | Nosebleed interactive               | Windows, PlayStation 4, PlayStation 5, Xbox One, Xbox Series X/S, Nintendo Switch                |
| 2022 | Martha is Dead                    | LKA                                 | Windows, PlayStation 4, PlayStation 5, Xbox One, Xbox Series X/S                                 |
| 2023 | Tiny Troopers: Global Ops         | Epiphany Games                      | Windows, PlayStation 4, PlayStation 5, Xbox One, Xbox Series X/S, Nintendo Switch                |
| 2023 | The Last Worker                   | Wolf & Wood, Oiffy                  | Windows, PlayStation 4, PlayStation 5, Xbox One, Xbox Series X/S, Nintendo Switch, Oculus Quest  |
| 2023 | Tin Hearts                        | Rogue Sun                           | Windows, PlayStation 4, PlayStation 5, Xbox One, Xbox Series X/S, Nintendo Switch                |
| 2024 | Gori: Cuddly Carnage              | Angry Demon Studio                  | Windows, PlayStation 4, PlayStation 5, Xbox One, Xbox Series X/S, Nintendo Switch                |

## Referência
1. ↑  «Wired Productions go LIVE with new focus on digital video content and the launch of a range of documentaries, podcasts and more!». gamespress.com. 3 de fevereiro de 2022. Consultado em 19 de fevereiro de 2022
2. ↑  «Wired Productions launches online store». gamesindustry.biz. 30 de maio de 2017. Consultado em 9 de março de 2022
3. ↑  Wallace, Chris (29 de outubro de 2020). «"The best thing we can do is to get people talking about difficult subjects" – Wired Productions on its next-gen plans». mcvuk.com. Consultado em 9 de março de 2022
4. ↑  «Gory mystery thriller Martha is Dead will be censored on PlayStation, devs say». polygon.com. 14 de fevereiro de 2022. Consultado em 19 de fevereiro de 2022
5. ↑  «Try the new Express Puzzles app!». express.co.uk. 23 de dezembro de 2010. Consultado em 19 de fevereiro de 2022
6. ↑  «Wired Productions bring Let's Fish! Hooked On to PlayStation®Vita in Europe and the US». tiga.org. 9 de agosto de 2012. Consultado em 19 de fevereiro de 2022
7. ↑  «"We do things our own way, rightly or wrongly…"». MCV (em inglês). Consultado em 30 de março de 2021
8. ↑  «Wired Productions acquires global distribution rights for Surf World Series». mcvuk.com. 20 de setembro de 2017. Consultado em 19 de fevereiro de 2022
9. ↑  «Let's Fish! Hooked On launching Jan. 29 for PlayStation Vita». polygon.com. 21 de janeiro de 2016. Consultado em 19 de fevereiro de 2022
10. ↑  «Test: Super Dungeon Bros». 4players.de. 3 de novembro de 2016. Consultado em 19 de fevereiro de 2022
11. ↑  «Emily Mitchell, creator of Fractured Minds, receives her MCV/DEVELOP Award». mcvuk.com. 13 de março de 2020. Consultado em 20 de fevereiro de 2022
12. ↑  «BAFTA Games Awards 2021 Nominations Announced». ign.com. 2 de março de 2021. Consultado em 20 de fevereiro de 2022
13. ↑  «'Martha Is Dead' censored on PS4 and PS5 with physical edition delayed». nme.com. Consultado em 30 de março de 2021
14. ↑  «Safe in Our World launches campaign to support mental health awareness in game industry». venturebeat.com. 20 de maio de 2020. Consultado em 11 de março de 2022
15. ↑  «WIRED PRODUCTIONS PARTNERS WITH KOCH MEDIA IN DISTRIBUTION DEAL TO EXPAND GLOBAL REACH». kochmedia.com. Consultado em 19 de fevereiro de 2022
16. ↑  «NORDIC GAMES, WIRED PRODUCTIONS AND LE CORTEX ANNOUNCE NEW INTERACTIVE MUSIC FORMATION, WE SING PRODUCTIONS». games.premiercomms.com. 13 de junho de 2016. Consultado em 19 de fevereiro de 2022
17. ↑  «Wired Production's Leo Zullo: 'We have access to some of the most vulnerable audiences – I think it is our responsibility to help improve their lives'». mcvuk.com. 11 de outubro de 2019. Consultado em 9 de março de 2022
18. ↑  «Martha Is dead content removed playstation why». ign.com. 24 de fevereiro de 2022. Consultado em 11 de março de 2022
19. ↑  «Wired Productions Bring Let's Fish! Hooked On To Playstation® Vita In Europe and The US». Anime News Network (em inglês). Consultado em 10 de maio de 2021
20. ↑  «Tiny Troopers: Joint Ops». www.pocketgamer.com (em inglês). Consultado em 10 de maio de 2021
21. ↑  «'Super Dungeon Bros release date announced». Gamereactor. 11 de outubro de 2016
22. ↑  «Wired Productions acquires global distribution rights for Surf World Series». MCV/DEVELOP (em inglês). 20 de setembro de 2017. Consultado em 10 de maio de 2021
23. ↑  Former Xbox Exclusive Max: The Curse of Brotherhood Gets a PS4 Release Date - IGN (em inglês), 25 de outubro de 2017, consultado em 10 de maio de 2021
24. ↑  «17-year-old's Fractured Minds mental health puzzle game debuts on PC and consoles». VentureBeat (em inglês). 14 de novembro de 2019. Consultado em 10 de maio de 2021
25. ↑  «Shaq Fu: A Legend Reborn launches June 5». Nintendo Everything (em inglês). 5 de abril de 2018. Consultado em 10 de maio de 2021
26. ↑  «Victor Vran: Overkill Edition - The Perfect Diablo III Appetiser On Switch». Nintendo Life (em inglês). 3 de setembro de 2018. Consultado em 10 de maio de 2021
27. ↑  «Close to the Sun for PS4, Xbox One, and Switch launches October 29». Gematsu (em inglês). 12 de setembro de 2019. Consultado em 10 de maio de 2021
28. ↑  Wired Productions launched Avicii Invector in December 2019, in partnership with developers Hello There Games with the full support of AVICII Music.«AVICII Invector Launches Globally Today On Multiple Formats». www.gamasutra.com (em inglês). Consultado em 10 de maio de 2021
29. ↑  «Stadia - Play for Free across your favorite devices». stadia.google.com (em inglês). Consultado em 4 de abril de 2022
30. ↑  Watton, Neil (24 de abril de 2020). «Save humanity from extinction as Deliver Us The Moon blasts off to Xbox One, Game Pass and PS4». TheXboxHub (em inglês). Consultado em 10 de maio de 2021
31. ↑  «Those Who Remain Release Date Set for End of May 2020». PlayStation LifeStyle. 8 de maio de 2020. Consultado em 10 de maio de 2021
32. ↑  «'The Falconeer' is coming PS5, PS4, and Nintendo Switch with new content». NME. 20 de maio de 2021
33. ↑  «Stadia - Play for Free across your favorite devices». stadia.google.com (em inglês). Consultado em 4 de abril de 2022
34. ↑  «'Bringing the arcade home with Arcade Paradise'». Eurogamer. 3 de maio de 2021
35. ↑  «Wired Productions revela que PlayStation censurou o Martha Is Dead». noticiasetecnologia.com. 13 de fevereiro de 2022
36. ↑  «Tiny Troopers: Global Ops announced for PS5, Xbox Series X/S, PS4, Xbox One, Switch, and PC». Gematsu. 29 de março de 2021
37. ↑  «The Last Worker - Announcement Trailer». IGN. 30 de março de 2021. Consultado em 15 de outubro de 2019

## Ligações Externas
- «Wired Productions»